# Anotheca spinosa
Anotheca spinosa é uma espécie de anfíbio anuro da família Hylidae. Está presente no México, Honduras, Costa Rica e Panamá. É considerada uma espécie pouco preocupante pela Lista Vermelha do IUCN devido à sua distribuição alargada, presumível grande população, presença em várias áreas protegidas e tem alguma tolerância a modificação do habitat.

## Descrição
Os machos têm cerca de 68 mm e as fêmeas 80 mm. As suas características distintivas incluem a presença de espinhas ósseas na cabeça dos adultos e os seus tímpanos de grandes dimensões. Têm cor castanha escura em cima, ventre preto com bordos brancos nos flancos.